# Comitatul Eastland, Texas
Comitatul Eastland (în engleză Eastland County) este un comitat din statul Texas, Statele Unite ale Americii, cu o populație de 18.583 de locuitori (2010).

## Autostrăzi majore
- Interstate 20
- U.S. Highway 183
- State Highway 6
- State Highway 16
- State Highway 36
- State Highway 112

## Comitate adiacente
- Stephens County (nord)
- Palo Pinto County (nord-est)
- Erath County (est)
- Comanche County (sud-est)
- Brown County (sud)
- Callahan County (vest)
- Shackelford County (nord-vest)